# Csiszár Lajos
Csiszár Lajos (Marosvásárhely, 1876. február 5. – Marosvásárhely, 1963. október 20.) magyar építész, publicista.

## Életpályája
Szülővárosában végzett középiskolai tanulmányai után a budapesti felső ipariskolán szerzett építőmesteri képesítést, majd a marosvásárhelyi Kereskedelmi és Iparkamara ösztöndíjával a párizsi École des Beaux-Arts építészeti osztályán képezte magát tovább. Tervei szerint és vállalásában épült fel Marosvásárhely számos középülete, így a Városháza, valamint a sáromberki Teleki-kastély új szárnya. Mint a Székely Iparos főszerkesztője (1906-08) s a Vásárhelyi Napló munkatársa a Székelyföld iparosítását és műegyetem felállítását sürgette, az ipar és kereskedelem megerősödésének akadályai ellen füzetet adott ki (1913). Az első világháború után az Erdélyi Iparosok Lapja és a Magyar Kisebbség munkatársa; a Kemény Zsigmond Társaság (KZST) 1929-ben tagjává választotta, itt Az építőkövek vallomásai címen tartott előadást.

## Egyéb irodalom
- Gerle János – Kovács Attila – Makovecz Imre: A századforduló magyar építészete. Szépirodalmi Könyvkiadó, Budapest, 1990, ISBN 963-15-4278-5